# Gunskirchen
Gunskirchen est une commune autrichienne du district de Wels-Land en Haute-Autriche.

## Histoire
Durant la Seconde Guerre mondiale, un camp satellite du Camp de concentration de Mauthausen est construit. Dans celui-ci, les détenus qui y sont internés sont principalement des Juifs hongrois.